# Турјак (Градишка)
Турјак је насељено мјесто на подручју града Градишка, Република Српска, БиХ. Према попису становништва из 2013. у насељу је живјело 270 становника.

## Географија
На обронцима Козаре простире се село Турјак.

## Историја
По народном предању село је добило име на следећи начин. У данашњем селу живели су Турци, а у близини се налазило место Козаре, чувено по српским хајдуцима. Турцима су временом дојадили хајдуци, а такође и турски пандури, који су гањали хајдуке и они се из овог села раселе куд који. Место Турака ово село населише Срби, али су по Турцима назвали место Турјак.

## Становништво
| Демографија | Демографија | Демографија |
| Година      | Становника  | Становника  |
| ----------- | ----------- | ----------- |
| 1948.       | 3.129       |             |
| 1953.       | 6.039       |             |
| 1961.       | 550         |             |
| 1971.       | 528         |             |
| 1981.       | 441         |             |
| 1991.       | 413         |             |
| 2013.       | 270         |             |